# The State
The State är det andra musikalbumet av det kanadensiska post-grunge bandet Nickelback utgivet 1998 i Kanada och 2000 i USA, samt 2001 i Europa. Den ledande singeln på albumet var låten "Leader of Men", och den följdes av singlarna "Old Enough", "Breathe" och "Worthy to Say".

## Låtlista
1. "Breathe" – 3:58
2. "Cowboy Hat" – 3:56
3. "Leader of Men" – 3:30
4. "Old Enough" – 2:45
5. "Worthy to Say" – 4:06
6. "Diggin' This" – 3:01
7. "Deep" – 2:48
8. "One Last Run" – 3:30
9. "Not Leavin' Yet" – 3:44
10. "Hold Out Your Hand" – 4:08
11. "Leader of Men (Acoustic)" – 3:23

- Text: Chad Kroeger
- Musik: Nickelback

## Medverkande
Musiker
- Chad Kroeger – sång, gitarr
- Ryan Peake – sång, gitarr
- Mike Kroeger – basgitarr
- Ryan Vikedal – trummor

Produktion
- Dale Penner – musikproducent, ljudtekniker
- Nickelback – musikproducent
- Dave Ashton – ljudtekniker
- GGGarth Richardson – ljudmix
- Brett Zilahi – mastering
- Dan McLeod – foto